# Øgadekvarteret (Aalborg)
 For alternative betydninger, se Øgadekvarteret. (Se også artikler, som begynder med Øgadekvarteret)
Øgadekvarteret er en bydel i Aalborg, øst for Aalborg Midtby. Der er 10.716 indbyggere (2019) i Øgadekvarteret. Bydelen har en række gader navngivet efter danske og udenlandske øer og deraf sit navn. Sankt Markus Kirke, Sønderbroskolen og Østre Anlæg ligger i Øgadekvarteret.
Bydelen afgrænses mod nord af Limfjorden, mod øst og syd af Østre Alle og mod vest af gaderne Sønderbro og Karolinelundsvej.
Området blev tidligere benævnt Østerkæret og anvendtes til kolonihaver og militære øvelsespladser. I 1917 blev bydelen planlagt med infrastruktur og i november 1918 blev 16 gader navngivet efter især danske øer. Udbygningen fulgte konjunkturerne i de nærliggende cementindustrier og værfter, og først sidst i 1940-erne var området udbygget.